# 陈忠梅
陈忠梅（1918年—2000年），福建永定湖雷人，中国人民解放军将领、中国人民解放军开国少将。
曾任中国人民解放军26军副军长兼参谋长。1955年，授予中国人民解放军少将。后担任济南军区司令部顾问。